# Isusovačke misije Guarana
Isusovačke misije Guarana (šp.: Misiones jesuíticas Guaraníes) je zajednički naziv za UNESCO-ovu svjetsku baštinu koja se sastoji od pet samostanskih misija koje su tijekom 17. i 18. stoljeća izgradili isusovci, s ciljem pokrštavanja Guarana indijanaca u srcu tropske kišne šume argentinske pokrajine Misiones i sjeverozapadu brazilske južne države Rio Grande do Sul. 
One su upisane na UNESCO-ov popis mjesta svjetske baštine u Amerikama 1983. godine, jer "su model isusovačkih redukcija (reducciones de indios), tj. naselja za pokrštene indijance, koji su u velikoj mjeri inspirirani idejom humanističke filozofije idealnog grada, ali koje su sve jedinstvenog plana i različitog stupnja očuvanosti".

## Povijest
Misije su izgrađene nakon što su neke poglavice Guarana (caciques) prisegnule privrženost kralju Španjolske kako bi izbjegli opsade bandeirantesa, portugalskih lovaca na robove. Kruna je poslala dva isusovca po misiji.
Posebnost ovih misija je bila u tome što su Guarani bili slobodni, što se najbolje iščitava iz izvješća o sukobima između isusovaca i Guarana. Naime, Guarani nisu uvijek podržavali naselja napravljena za njih i kulturni šok promjene načina života, ali i moralnih vrijednosti u nekoliko slučajeva je dovelo do "pobune", odnosno napuštanja misija i odlaska pobunjenika natrag na život u šumi. Treba naglasiti da su u ukupnom svjetskom poretku, te u kontekstu vremena, odnosi isusovaca s domorodcima bili iznimno dobri i razmjerno demokratski. Pored same fizičke zaštite, Guarani su primali i europska znanja iz znanosti i umjetnosti. 
Ove misije su eksponencijalno rasle nekih tridesetak godina, od 1611. do 1630., i na vrhuncu su imale do 140.000 stanovnika na području od sjevernog Urugvaja do jugoistoka Paragvaja, preko Brazila i Argentine; što je ugrubo veličina današnje Francuske. Od 1632. do 1635. godine opsjedali su ih bandeirantes, te je otac Montoya zatražio oružje i vojsku koja je osnovana samo kako bi stala na kraj tom problemu. Papa Urban VIII. donio je čak i bulu o zaštitu Indijanaca, Commissum Nobis.
Ugovor o granicama između Portugala i Španjolske iz 1750. godine je obilježio kraj ove misije. God. 1758., isusovci i Guarani su se vratili i obnovili misije jer su Portugalci, kako nisu našli zlato na ovim mjestima, otišli. No, već 1767. isusovci su protjerani iz portugalskih teritorija, a čak je neprijateljski raspoložena portugalska vlast postala poslala svoje postrojbe preko granice da ih okupiraju. Na što su se španjolske vlasti oglušile odgovoriti. Iako je misija nastavljena, one su postupno nestajale u ranom 19. stoljeću.

## Odlike
Izvorno su isusovci podigli 30 Guarani sela u području pokrajine Misiones, koja je tada odgovarala današnjem graničnom području između Paragvaja, Argentine i Brazila. Njih 15 se danas nalaze u Argentini, sedam u Brazilu i osam u Paragvaju. Sve su izgrađene po istom planu, odražavajući društvenu organizaciju redukcija, tj. skrbništva inspiriranih vjerskim načelima. U središtu, oko zajendičkog trga, su uobičajene građevine bile crkva, isusovački dom i škole, te razne radionice i obrti. S jedne strane ovog središta nalazio bi se zatvor, te dom za udovice i žene niskog morala, a groblje s druge strane. Groblje je imalo odjeljak za muškarce, a drugi za žene i djecu. Domovi Guarana su bili smješteni "iznad" i "ispod" centra. Oni su temeljeni na velikim tradicionalnim jednoćelijskim dugim kolibama koje su mogle primiti sve članove obitelji. Kasnije, kada su Guarani prihvatili model monogamne obitelji, dodane su pregrade kako bi nastale odvojene sobe.

### Popis lokaliteta
| Slika | Ime                     | Izvorni naziv               | Izgradnja crkve | Koordinate                                      | Bilješke |
| ----- | ----------------------- | --------------------------- | --------------- | ----------------------------------------------- | --- |
|       | Sv. Ignacije mali       | San Ignacio Miní            | 1610. – 96.     | 27°15′19″S 55°31′54″W / 27.25528°S 55.53167°W   | San Ignacio Mini je osnovan 1611. godine kako bi bio sklonište Guarana od čestih upada portugalskih Bandeirantesa ("stjegopratitelja"), lovaca na robove. Zbog njih je u dva uzastopna navrata premješten dok se nije našao na današnjem mjestu 1696. god. Kompleks, djelo brata Bressanellija, uključuje važne monumentalne ostatke: crkve, prebivalište svećenika i škole. Ruševine su dostupne i u relativno dobrom stanju očuvanosti. To je najugledniji primjer redukcije očuvane na području Argentine. |
|       | Naša Gospa od Santa Ane | Nuestra Señora de Santa Ana | 1633. – 56.     | 27°23′S 55°34′W / 27.383°S 55.567°W             | Santa Ana je osnovana 1633. na planini Sierra del Tape, ali je uklonjena 1638. na obalu rijeke Paraná i još jednom do dašnjeg mjesta, 45 km od grada Posadasa. Ruševine crkve, koje su dostupne monumentalnim stubištem izranjaju iz okolne šume. Ona je izbjegla pustošenje nakon protjerivanja isusovaca 1767. godine. |
|       | Naša Gospa od lovora    | Nuestra Señora de Loreto    | 1610. – 31.     | 27°30′S 55°32′W / 27.500°S 55.533°W             | Nuestra Señora de Loreto je osnovana 1610., ali je premještena 1631. na današnje mjesto 53 km od Posadasa. Misija je posjedovala i tiskaru, a crkvu i svećeničke odaje je izgradio brat Bressanelli, kao i one u San Ignacio Miniju. Ruševine indijanskog sela su djelomično očišćene od raslinja. |
|       | Velika Gospa            | Santa María la Mayor        | 1750. – 57.     | 27°33′S 55°20′W / 27.550°S 55.333°W             | Santa Maria la Mayor osnovana je 1626., ali je prešeljena na sadašnje mjesto 1633. godine. God. 1744. imala je populaciju od 993 stanovnika, ali je napuštena nakon protjerivanja isusovaca 1767. godine. Nedaleko od ruševina crkve, važni ostaci svećeničke rezidencije još uvijek stoje. |
|       | Sveti Mihovil od misija | São Miguel das Missões      | 1735. – 45.     | 28°32′57″S 54°33′21″W / 28.549078°S 54.555889°W | Sao Miguel je utemeljen na mjestu Itaiaceco 1632., ali je prebačen najprije u Concepcion, a potom 1687. na današnje mjesto na obali rijeke Piratini. Od naselja nije ostala netaknuta nijedna zgrada, a sve što je vidljivo su temelji svećeničkih odaja, škole i zidovi groblja, zajedno s nekim tragovima indijskih nastambi. Na ovom mjestu koje ponekad obrasta raslinjem nalaze se ruševine crkve koja se pripisuje ocu Gian Battista Primoli, isusovačkom arhitektu milanskog podrijetla, poznatog po svom radu u Buenos Airesu, Córdobi i Concepcionu. Ova barokna crkva, dovršena 1750., opustošena je u požaru samo 10 godina kasnije. Obnovljena je u skromnijem obliku netom prije definitivnog progona isusovaca 1768. godine. |

## Poveznice
- Isusovačke misije La Santísima Trinidad de Paraná i Jesús de Tavarangue (Paragvaj)
- Isusovačke misije Chiquitosa (Bolivija)

## Vanjske poveznice
- Isusovačke misije Guarana (port.)
- São Miguel das Missões (engl.)